# San Massimo
San Massimo é uma comuna italiana da região do Molise, província de Campobasso, com cerca de 723 habitantes. Estende-se por uma área de 27 km², tendo uma densidade populacional de 27 hab/km². Faz fronteira com Bojano, Cantalupo nel Sannio (IS), Macchiagodena (IS), Roccamandolfi (IS), San Gregorio Matese (CE).

## Demografia
| Variação demográfica do município entre 1861 e 2011                               |
|                                                                                   |
| Fonte: Istituto Nazionale di Statistica (ISTAT) - Elaboração gráfica da Wikipedia |